# Ne-Yo
Shaffer Chimere Smith (Camden, Arkansas; 18 de octubre de 1979), más conocido como Ne-Yo, es un cantante estadounidense de R&B y Pop. También se destaca como actor y productor musical. Desde su debut, Ne-Yo ha tenido 6 canciones entre las diez mejores en el Billboard Hot 100 como artista principal y dos álbumes número uno en el Billboard 200. También ha acumulado un catálogo de las listas de éxitos de canciones que ha escrito para otros artistas. Su principal influencia musical es Michael Jackson.
Ne-Yo irrumpió en la industria discográfica como compositor escribiendo la canción Let Me Love You para el cantante Mario, el éxito fue tal que la productora Def Jam tuvo una reunión informal con Ne-Yo para firmar un contrato de grabación.
En 2006 lanzó su álbum debut In My Own Words que contenía el exitoso número uno en los Estados Unidos So Sick. Luego en 2007 fue su segundo disco Because of You el cual logró tres temas bastante exitosos. En 2008 salió a la venta su tercer álbum Year of the Gentleman que contiene dos de sus grandes éxitos Closer y Miss Independent. Su cuarto disco titulado Libra Scale fue lanzado el 22 de noviembre de 2010 cuyos temas más conocidos son One in a Million, Champagne Life y Beautiful Monster. Su quinto álbum R.E.D. fue lanzado a fines de octubre de 2012, siendo "Let Me Love You (Until You Learn to Love Yourself)", su sencillo más destacado.
Ne-Yo compuso canciones para Mary J. Blige, Beyoncé, Shakira, Justin Bieber, Mónica, Chris Brown, Cheryl Cole, Celine Dion, Rihanna y Alexandra Burke.

## Biografía
Ne-Yo nació en Camden, Arkansas y fue bautizado Shaffer Chimere Smith. "Chimere" es un nombre del idioma igbo de Nigeria y su significado es "acto de Dios". Su padre es una mezcla de ascendencia afroamericana y china afroamericano y su madre, de ascendencia afroamericana; ambos eran músicos. De pequeño, Ne-Yo fue criado por su madre a solas tras la separación de sus padres. Con la esperanza de unas oportunidades mejores, su madre les realojó a la ciudad de Las Vegas, Nevada. Durante su educación secundaria, Smith se asignó el nombre "GoGo" y se unió al grupo R&B llamado Envy. El grupo se desintegró en 2000 y Smith continuó escribiendo canciones para otros artistas antes de comenzar su carrera en solitario.
En 2005, Jesseca White, su novia en aquel momento, dio a luz a su hijo Chimere. Aunque Ne-Yo creía ser el padre biológico, luego descubrió que no era así.
En junio de 2010, Ne-Yo le dijo a la revista Ebony que él y su entonces novia, Monyetta Shaw, estaban esperando su primer hijo juntos, una niña, a principios de 2011. Shaw dio a luz de forma prematura a su hija, Madilyn Grace Smith, el 12 de noviembre de 2010 en Atlanta, Georgia.
En septiembre de 2011, Ne-Yo reveló que estaba esperando su segundo hijo con Monyetta Shaw. Shaw dio a luz a un niño, Mason Evan Smith, el 9 de octubre de 2011.
En septiembre de 2015, el cantante anunció que él y Crystal Renay Williams estaban comprometidos y esperando un hijo en común. Se casaron el 20 de febrero de 2016. Su hijo, Shaffer Chimere Smith, Jr., nació el 15 de marzo de 2016. Su segundo hijo, Roman Alexander-Raj Smith, nació el 14 de junio de 2018. En febrero de 2020, Ne-Yo anunció que se iban a divorciar, pero el divorcio no prosiguió. Se reconciliaron durante la pandemia de coronavirus de 2020. En febrero de 2021, Ne-Yo anunció que estaban esperando su tercer hijo en común. En junio de 2021 nació su hija Isabella Rose Smith.

## Discografía

### Álbumes de estudio
| Año  | Título                                        | Posiciones | Posiciones | Posiciones | Posiciones | Posiciones | Posiciones | Posiciones | Posiciones | Posiciones | Posiciones | Ventas y Certificaciones                                                                                                |
| Año  | Título                                        | EUA R&B    | EUA        | UK         | AUS        | CAN        | IRL        | NZ         | JP         | FRA        | ALE        | Ventas y Certificaciones                                                                                                |
| ---- | --------------------------------------------- | ---------- | ---------- | ---------- | ---------- | ---------- | ---------- | ---------- | ---------- | ---------- | ---------- | --- |
| 2006 | In My Own Words - Discográfica: Def Jam       | 1          | 1          | 14         | 41         | 9          | 81         | 35         | —          | 20         | 27         | - Ventas mundiales: 4,000,000                                                                                           |
| 2007 | Because of You - Discográfica: Def Jam        | 1          | 1          | 6          | 39         | 8          | 34         | 34         | 2          | 175        | 54         | - RIAA certificación: Platino - BPI certificación: Plata - Ventas en EE. UU.: 1,500,000 - Ventas mundiales: 3,000,000   |
| 2008 | Year of the Gentleman - Discográfica: Def Jam | 1          | 2          | 2          | 7          | 4          | 13         | 6          | 15         | 24         | 22         | - RIAA certificación: Platino - BPI certificación: Platino - Ventas en EE. UU.: 1,300,000 - Ventas mundiales: 1,800,000 |
| 2010 | Libra Scale - Discográfica: Def Jam           | 4          | 9          | 11         | 36         | 57         | 24         | —          | —          | 45         | 53         | - RIAA certificación: Oro - BPI certificación: Plata - Ventas en EE. UU.: 400,000 - Ventas mundiales: 900,000           |
| 2012 | R.E.D. - Discográfica: Motown                 | 1          | 4          | 17         | 37         | 24         | 36         | —          | 6          | 51         | 83         | - BPI certificación: Plata - Ventas en EE. UU.: 264,000                                                                 |
| 2015 | Non-Fiction - Discográfica: Motown            | 1          | 5          | 16         | 25         | —          | 78         | 29         | —          | 147        | 75         | - Ventas en EE. UU.: 100,000                                                                                            |

### Sencillos
| Año  | Título                                               | Posiciones en listas | Posiciones en listas | Posiciones en listas | Posiciones en listas | Posiciones en listas | Posiciones en listas | Posiciones en listas | Posiciones en listas | Posiciones en listas | Posiciones en listas | Posiciones en listas | Certificaciones                                            | Álbum                                     |
| Año  | Título                                               | Hot 100              | EUA R&B              | EUA Pop              | UK                   | ALE                  | IRL                  | SUI                  | AUS                  | NZ                   | HOL                  | CAN                  | Certificaciones                                            | Álbum                                     |
| ---- | ---------------------------------------------------- | -------------------- | -------------------- | -------------------- | -------------------- | -------------------- | -------------------- | -------------------- | -------------------- | -------------------- | -------------------- | -------------------- | ---------------------------------------------------------- | ----------------------------------------- |
| 2005 | "Stay" (con Peedi Crakk)                             | —                    | 36                   | —                    | —                    | —                    | —                    | —                    | —                    | —                    | —                    | —                    |                                                            | In My Own Words                           |
| 2006 | "So Sick"                                            | 1                    | 1                    | 1                    | 1                    | 11                   | 2                    | 5                    | 4                    | 2                    | 11                   | —                    | - EE. UU: Oro - AUS: Oro                                   | In My Own Words                           |
| 2006 | "When You're Mad"                                    | 15                   | 4                    | —                    | —                    | —                    | —                    | —                    | —                    | —                    | —                    | —                    |                                                            | In My Own Words                           |
| 2006 | "Sexy Love"                                          | 7                    | 2                    | 15                   | 5                    | 28                   | 7                    | 29                   | 14                   | 8                    | 30                   | —                    | - EE. UU: Oro                                              | In My Own Words                           |
| 2007 | "Because Of You"                                     | 2                    | 7                    | 17                   | 4                    | 30                   | 9                    | 51                   | 23                   | 1                    | 24                   | 19                   | - EE. UU: Oro - NZ: Oro - UK: Plata                        | Because Of You                            |
| 2007 | "Do You"                                             | 26                   | 3                    | 86                   | 100                  | —                    | —                    | —                    | —                    | —                    | —                    | —                    |                                                            | Because Of You                            |
| 2007 | "Can We Chill"                                       | —                    | 52                   | —                    | 62                   | —                    | —                    | —                    | —                    | —                    | —                    | —                    |                                                            | Because Of You                            |
| 2007 | "Go On Girl"                                         | 96                   | 27                   | —                    | —                    | —                    | —                    | —                    | —                    | —                    | —                    | —                    |                                                            | Because Of You                            |
| 2008 | "Closer"                                             | 7                    | 21                   | —                    | 1                    | 4                    | 3                    | 17                   | 8                    | 3                    | 12                   | 19                   | - EE. UU: Platino - AUS: Platino - NZ: Platino - UK: Plata | Year of the Gentleman                     |
| 2008 | "Miss Independent"                                   | 7                    | 1                    | 10                   | 6                    | 30                   | 9                    | 67                   | 40                   | 4                    | 6                    | 21                   | - EE. UU: Platino - NZ: Oro                                | Year of the Gentleman                     |
| 2008 | "Mad"                                                | 11                   | 5                    | 13                   | 19                   | —                    | 30                   | —                    | —                    | 5                    | 30                   | 23                   | - EE. UU: Platino - NZ: Oro                                | Year of the Gentleman                     |
| 2009 | "Part of the List"                                   | —                    | 70                   | —                    | —                    | —                    | —                    | —                    | —                    | —                    | —                    | —                    |                                                            | Year of the Gentleman                     |
| 2009 | "Never Knew I Needed" (con Cassandra Steen)          | —                    | 56                   | —                    | 99                   | 64                   | —                    | —                    | —                    | —                    | —                    | —                    |                                                            | Banda sonora de The Princess and the Frog |
| 2010 | "Beautiful Monster"                                  | 53                   | 61                   | 26                   | 1                    | 13                   | 9                    | 15                   | 53                   | 20                   | 25                   | 40                   |                                                            | Libra Scale                               |
| 2010 | "Champagne Life"                                     | 75                   | 11                   | —                    | —                    | —                    | —                    | —                    | —                    | —                    | —                    | —                    |                                                            | Libra Scale                               |
| 2010 | "One in a Million"                                   | 87                   | 17                   | —                    | 20                   | —                    | —                    | 52                   | 78                   | —                    | —                    | —                    |                                                            | Libra Scale                               |
| 2011 | "The Way You Move" (con Trey Songz & T-Pain)         | 110                  | —                    | —                    | —                    | —                    | —                    | —                    | —                    | —                    | —                    | —                    |                                                            | Sencillos sin álbum                       |
| 2012 | "Burnin' Up"                                         | —                    | —                    | —                    | —                    | —                    | —                    | —                    | —                    | —                    | —                    | —                    |                                                            | Sencillos sin álbum                       |
| 2012 | "Lazy Love"                                          | 114                  | 25                   | —                    | —                    | —                    | —                    | —                    | —                    | —                    | —                    | —                    |                                                            | R.E.D.                                    |
| 2012 | "Let Me Love You (Until You Learn to Love Yourself)" | 6                    | —                    | 6                    | 1                    | 61                   | 5                    | 55                   | 8                    | 20                   | 26                   | 11                   | - AUS: 2× Platino - NZ: Oro                                | R.E.D.                                    |
| 2012 | "Should Be You" (con Fabolous & Diddy)               | —                    | 59                   | —                    | —                    | —                    | —                    | —                    | —                    | —                    | —                    | —                    |                                                            | R.E.D.                                    |
| 2012 | "Don't Make 'Em Like You" (con Wiz Khalifa)          | —                    | 47                   | —                    | —                    | —                    | —                    | —                    | —                    | —                    | —                    | —                    |                                                            | R.E.D.                                    |
| 2012 | "Forever Now"                                        | —                    | —                    | —                    | 99                   | 64                   | —                    | —                    | —                    | —                    | —                    | —                    |                                                            | R.E.D.                                    |
| 2013 | "Should Be You"                                      | —                    | —                    | —                    | —                    | —                    | —                    | —                    | —                    | —                    | —                    | —                    |                                                            | R.E.D.                                    |
| 2014 | "Money Can't Buy" (con Jeezy)                        | 117                  | 41                   | —                    | —                    | —                    | —                    | —                    | —                    | —                    | —                    | —                    |                                                            | Non-Fiction                               |
| 2014 | "She Knows" (con Juicy J)                            | 19                   | 6                    | —                    | 28                   | —                    | —                    | —                    | —                    | —                    | —                    | 85                   | - EUA: Platino                                             | Non-Fiction                               |
| 2014 | "Time of Our Lives" (con Pitbull)                    | 9                    | —                    | 4                    | 27                   | 22                   | 36                   | 14                   | 12                   | 12                   | 15                   | 10                   | - EUA: Platino - AUS: Platino - UK: Plata - NZ: Platino    | Non-Fiction                               |
| 2015 | "Coming with You"                                    | —                    | —                    | —                    | 14                   | —                    | —                    | —                    | —                    | —                    | —                    | —                    |                                                            | Non-Fiction                               |

#### Colaboraciones con otros artistas
| Año  | Canción                                                    | Hot 100 | EUA R&B | UK Singles | CAN | Álbum                              |
| ---- | ---------------------------------------------------------- | ------- | ------- | ---------- | --- | ---------------------------------- |
| 2007 | "Hate That I Love You" (Rihanna con Ne-Yo)                 | 7       | 20      | 15         | 17  | Good Girl Gone Bad                 |
| 2008 | "Single" (New Kids on the Block con Ne-Yo)                 | 107     | —       | 81         | 42  | The Block                          |
| 2009 | "Knock You Down" (Keri Hilson con Kanye West y Ne-Yo)      | 3       | 1       | 5          | 9   | In a Perfect World...              |
| 2009 | "Be on You" (Flo Rida con Ne-Yo)                           | 19      | —       | 51         | 61  | R.O.O.T.S.                         |
| 2009 | "Good Night, Good Morning" (Alexandra Burke con Ne-Yo)     | —       | —       | —          | —   | Overcome                           |
| 2009 | "Baby By Me" (50 Cent con Ne-Yo)                           | 28      | 7       | 17         | 53  | Before I Self Destruct             |
| 2010 | "Angels Cry" (Mariah Carey con Ne-Yo)                      | —       | 90      | 81         | —   | Memoirs of an Imperfect Angel      |
| 2010 | "Russian Roulette" (Rihanna con Ne-Yo)                     | 9       | 49      | 2          | 9   | Rated R                            |
| 2011 | "Give Me Everything" (Pitbull con Ne-Yo, Afrojack y Nayer) | 1       | 79      | 1          | 1   | Planet Pit                         |
| 2012 | "Think Like a Man" (Jennifer Hudson con Ne-Yo & Rick Ross) | 90      | 34      | —          | —   | Banda sonora de Think Like a Man   |
| 2012 | "Let's Go" (Calvin Harris con Ne-Yo)                       | 17      | —       | 2          | 19  |                                    |
| 2012 | "Turn All the Lights On" (T-Pain con Ne-Yo)                | 113     | —       | —          | 45  | RevolveЯ                           |
| 2012 | "Hands In The Air" (Timbaland con Ne-Yo)                   | 102     | —       | —          | 83  | Banda sonora de Step Up Revolution |
| 2012 | "Turn Around" (Conor Maynard con Ne-Yo)                    | 110     | —       | 8          | —   | Contrast                           |
| 2012 | "Play Hard" (David Guetta con Ne-Yo & Akon)                | 64      | —       | 22         | 34  | Nothing but the Beat 2.0           |
| 2013 | "Tonight" (Jessica Sánchez con Ne-Yo)                      | —       | —       | —          | —   | Me, You and the Music              |
| 2013 | "Incredible" (Céline Dion con Ne-Yo)                       | —       | —       | —          | 44  | Loved Me Back to Life              |
| 2017 | "Habibi" (Haifa Wehbe con Ne-Yo)                           | 1       | 1       | 7          | 10  | Habibi Love                        |

- Ne-Yo feat Utada Hikaru – Do you

- 2007: Mario ft Ne-yo – What's it gonna be

- 2007: Fabolous con Ne-Yo – Make me better

- 2008: Plies ft Ne-yo – Bust it baby

- 2008: The Game ft Ne-Yo – Camera Phone

- Ne-yo ft Maino – It's OK

- Ne-yo ft Jennifer Hudson – Leaving Tonight

- Ne-yo ft Nj Devil – Lost 4 words

- 2009: Fabolous con Ne-Yo – Makin' Love

- 2009: David Guetta con Ne-Yo & Kelly Rowland – "Choose"

- 2009: Chrisette Michele ft Ne-Yo – What you do

- Ne-yo ft Brandy – She's right here

- Ne-yo ft Jamien Fox & Fabolous – She got her own

- Ne-yo ft Brandy – Too little too late

- 2010: Madcon ft Ne-yo – Do what you do

- 2010: Ludacris con Ne-Yo – "Tell Me a Secret"

- 2011: Young Jeezy con Ne-Yo – "Leave You Alone"

- 2012: T-Pain con Ne-Yo – Turn All the Lights On

- 2012: Rick Ross con Ne-Yo – "Maybach Music IV"

- 2013: Ne-yo ft Dj Felli Fel ft Tyga & Wiz Khalifa - Reason To The Hate

- 2013: Ne-Yo y Cher Lloyd - It's All Good

- 2015: Dimitri Vegas & Like Mike ft Ne-Yo – "Higher Place"
- 2015: Jadakiss con Ne-Yo y Nipsey Hussle – "Ain't Nothin New"

- 2017: Haifa Wehbe con Ne-Yo – "Habibi"

## Composiciones
| Año  | Canción                                | Artista          | Álbum                     |
| ---- | -------------------------------------- | ---------------- | ------------------------- |
| 1999 | Don't Worry                            | Youngstown       | Let's Roll                |
| 1999 | Lose My Cool                           | Youngstown       | Let's Roll                |
| 1999 | Pedal To The Steel                     | Youngstown       | Let's Roll                |
| 2001 | Away With The Summer Days              | Youngstown       | Down For the Get Down     |
| 2001 | Dance Floor, Pt. 2                     | Youngstown       | Down For the Get Down     |
| 2001 | Down For The Get Down                  | Youngstown       | Down For the Get Down     |
| 2001 | Float Away                             | Youngstown       | Down For the Get Down     |
| 2001 | So Tight                               | Youngstown       | Down For the Get Down     |
| 2003 | That Girl                              | Marques Houston  | MH                        |
| 2004 | I'm Sorry                              | Christina Milian | It's About Time           |
| 2004 | Let Me Love You                        | Mario            | Turning Point             |
| 2005 | Kick It Wit You                        | Cassidy          | I'm a Hustla              |
| 2005 | So What                                | Dawn Angelique   | Been a While              |
| 2006 | The Letter                             | Heather Headley  | In My Mind                |
| 2006 | Y'all Ain't Nothin'                    | Christina Milian | So Amazin'                |
| 2006 | Unfaithful                             | Rihanna          | A Girl Like Me            |
| 2006 | So Glad                                | Chris Brown      | Chris Brown's Journey     |
| 2006 | Make Em' Clap To This                  | Paula DeAnda     | Paula DeAnda              |
| 2006 | Walk Away                              | Paula DeAnda     | Paula DeAnda              |
| 2006 | When It Was Me                         | Paula DeAnda     | Paula DeAnda              |
| 2006 | Gallery                                | Mario Vazquez    | Mario Vazquez             |
| 2006 | Irreplaceable                          | Beyoncé          | B'Day                     |
| 2006 | Like This                              | Snoop Dogg       | Tha Blue Carpet Treatment |
| 2006 | Put It in a Letter                     | Mic Little       | Mic Little                |
| 2006 | Minority Report                        | Jay-Z            | Kingdom Come              |
| 2006 | My Story                               | The Blays        | The Blays                 |
| 2007 | If                                     | Mario            | Go!                       |
| 2007 | What's It Gonna Be                     | Mario            | Go!                       |
| 2007 | Wonderful                              | Marques Houston  | Veteran                   |
| 2007 | Ms.Philadelphia                        | Musiq Soulchild  | Luvanmusiq                |
| 2007 | Flaws and All                          | Beyoncé          | B'Day Deluxe Edition      |
| 2007 | Hate That I Love You                   | Rihanna          | Good Girl Gone Bad        |
| 2007 | Good Girl Gone Bad                     | Rihanna          | Good Girl Gone Bad        |
| 2007 | Question Existing                      | Rihanna          | Good Girl Gone Bad        |
| 2007 | I Get Lonely                           | Corbin Bleu      | Another Side              |
| 2007 | Ain't Nobody Stupid                    | Paula Campbell   | I Am Paula Campbell       |
| 2007 | Work in Progress What Love Is          | Mary J. Blige    | Growing Pains             |
| 2007 | I'm You                                | Leona Lewis      | Spirit                    |
| 2007 | I Got Nothin' Left                     | Céline Dion      | Taking Chances            |
| 2008 | Bossy                                  | Lindsay Lohan    | Spirit in the Dark        |
| 2008 | Take A Bow                             | Rihanna          | Good Girl Gone Bad        |
| 2009 | Nueva Canción (Título aún desconocido) | Whitney Houston  | Undefeated                |
| 2010 | No More You                            | Sugababes        | Sweet 7                   |
| 2011 | Laying Around                          | Alexis Jordan    | Alexis Jordan             |

## Filmografía
| Año  | Título                           | Personaje                     | Notas                           |
| ---- | -------------------------------- | ----------------------------- | ------------------------------- |
| 2003 | Honey                            | -                             | (Aparición)                     |
| 2006 | Save the Last Dance 2            | Mixx                          |                                 |
| 2007 | Stomp the Yard                   | Rich Brown                    |                                 |
| 2011 | CSI: NY                          | The Handsome Man              | Episode 7.14                    |
| 2011 | Battle: Los Angeles              | Specks                        |                                 |
| 2011 | 4Chosen                          | Keshon Moore                  | Pre-production                  |
| 2012 | Empire Girls: Julissa & Adrienne | Como el mismo                 | Reality-Show                    |
| 2012 | Red Tails                        | Andrew 'Smoky' Salem          | Película                        |
| 2012 | I Heart Tuesdays                 |                               | TV, creador                     |
| 2012 | The X Factor                     | Guest Mentor                  |                                 |
| 2012 | Never Mind the Buzzcocks         | Presentador                   |                                 |
| 2012 | 90210                            | Guest star                    |                                 |
| 2015 | Sharknado 3: Oh Hell No!         | Secret Service Agent Deveroux | Película para TV                |
| 2015 | Empire                           | Como el mismo (Guest Star)    | Episodio 2.05 "Be True"         |
| 2015 | The Wiz Live!                    | Tin Man                       | Película para TV                |
| 2023 | The Masked Singer                | Cow                           | Décima temporada, Reality de TV |

## Premios y nominaciones
| Año  | Premio             | Categoría                        | Obra nominada                                 | Resultado | Ref.   |
| ---- | ------------------ | -------------------------------- | --------------------------------------------- | --------- | ------ |
| 2025 | Premios Lo Nuestro | Colaboración "crossover" del año | «2 the moon» (con Pitbull, Afrojack y Buddha) | Nominados | [ 40 ] |